# Periple Massaliota
El Periple massaliota,(Massalia, l'actual Marsella, era una colònia grega), és el nom d'un manual per als comerciants, avui perdut, que possiblement datés de principis del segle vi aC i en el qual es descriurien les rutes marítimes utilitzades pels comerciants de Fenícia i Tartessos en els seus viatges per Europa en l'edat de ferro a al llarg de la «ruta de l'estany».

## Història
Va ser preservat pel poeta romà Aviè en la seva obra  Ora maritima  (segle iv d. C.).
El  Periple massaliota  contenia una narració d'un viatge per mar des Massilia (Marsella) al llarg de la mar Mediterrània occidental.  Es descriuen les rutes marítimes que van cap al nord des de Cadis, a Espanya, al llarg de la costa de l'Europa atlàntica de Bretanya, Irlanda i Gran Bretanya. Aquest  Periple massaliota  és el primer document que descriu els vincles comercials entre Europa del nord i del sud i l'existència d'aquest manual indica la importància d'aquests vincles comercials. El comerç de l'estany i altres matèries primeres des de les illes britàniques cap al sud, també està testificat per les evidències arqueològiques d'aquest període, i anteriors, i les riqueses que es podien obtenir probablement van atreure a nombrosos aventurers a explorar i explotar les costes atlàntiques.
Píteas de Massilia va descriure una expedició similar amb més detall alguns segles més tard, al voltant de l'any 325 aC.